# Hugo Vignetti
Hugo Jorge Vignetti (Floresta, 3 marzo 1946 – Buenos Aires, 29 luglio 2016) è stato un pilota motociclistico argentino.

## Carriera
Hugo Vignetti debutta nelle competizioni internazionali nel 1975 quando partecipa al gran premio di Spagna del motomondiale nella classe 125 in sella ad una Derbi. Termina la gara all'11º posto, non ottenendo punti validi per la classifica mondiale. Nel 1977 e 1979 partecipa come wild card al gran premio del Venezuela, entrambi in classe 125 ed in sella ad una Morbidelli. In entrambe le occasioni non riesce ad ottenere punti (un ritiro e un 12º posto).
Durante la stagione 1980 prende parte a quattro gare nella classe 125 in sella ad una MBA, nel corso delle quali riesce ad ottenere il suo primo punto mondiale in Spagna grazie al 10º posto conquistato in gara. Questo gli permette di chiudere 29º in classifica mondiale. L'anno seguente diventa titolare in 125 sempre su MBA. Arriva a punti regolarmente e conquista il suo primo podio mondiale in Gran Bretagna dove taglia il traguardo in terza posizione. A fine anno si classifica 10º nel mondiale con 30 punti.
Resta sempre titolare nella stessa classe ma stavolta a bordo di una Sanvenero per il 1982. Durante questa stagione conquista il suo secondo podio mondiale grazie al 3º posto ottenuto in Francia e si classifica 11º nel mondiale a fine anno con 26 punti. Sempre titolare nel 1983 ma stavolta ritornando su una MBA, questa volta racimola 2 punti che gli valgono a fine anno il 25º posto nella classifica mondiale. Nel 1985 e 1986 effettua sporadiche apparizioni senza però riuscire a portare al termine alcuna gara e dunque senza ottenere punti. Dopo la fine della sua avventura nel motomondiale, Vignetti partecipa a 20 gare del Turismo Nacional argentino tra il 1989 e il 1993, ottenendo come miglior risultato in campionato un 9º posto e conquistando 52 punti in totale.
Muore il 29 luglio 2016 all'età di 70 anni.

## Risultati nel motomondiale
| 1975 | Classe | Moto  |  |    |  |  |  |    |  |  |  |    |  |  |  |  | Punti | Pos. |
| ---- | ------ | ----- |  | -- |  |  |  | -- |  |  |  | -- |  |  |  |  | ----- | ---- |
| 1975 | 125    | Derbi |  | 11 |  |  |  | NE |  |  |  | NE |  |  |  |  | 0     |      |

| 1977 | Classe | Moto       |     |  |  |  |  |  |  |  |  |  |  |    |  |  | Punti | Pos. |
| ---- | ------ | ---------- | --- |  |  |  |  |  |  |  |  |  |  | -- |  |  | ----- | ---- |
| 1977 | 125    | Morbidelli | Rit |  |  |  |  |  |  |  |  |  |  | NE |  |  | 0     |      |

| 1979 | Classe | Moto       |    |  |  |  |  |  |  |  |  |  |  |  |  |  | Punti | Pos. |
| ---- | ------ | ---------- | -- |  |  |  |  |  |  |  |  |  |  |  |  |  | ----- | ---- |
| 1979 | 125    | Morbidelli | 12 |  |  |  |  |  |  |  |  |  |  |  |  |  | 0     |      |

| 1980 | Classe | Moto |   |    |    |     |   |   |  |   |   |     |  |  |  |  | Punti | Pos. |
| ---- | ------ | ---- | - | -- | -- | --- | - | - |  | - | - | --- |  |  |  |  | ----- | ---- |
| 1980 | 125    | MBA  | - | 10 | NQ | Rit | - | - |  | - | - | Rit |  |  |  |  | 1     | 29º  |

| 1981 | Classe | Moto |     |     |   |   |     |   |   |     |    |   |   |   |   |    | Punti | Pos. |
| ---- | ------ | ---- | --- | --- | - | - | --- | - | - | --- | -- | - | - | - | - | -- | ----- | ---- |
| 1981 | 125    | MBA  | Rit | Rit | - | - | Rit | 8 | 7 | Rit | NE | 6 | 3 | 7 | 7 | NE | 30    | 10º  |

| 1982 | Classe | Moto      |   |    |   |     |   |   |   |     |   |   |   |     |    |    | Punti | Pos. |
| ---- | ------ | --------- | - | -- | - | --- | - | - | - | --- | - | - | - | --- | -- | -- | ----- | ---- |
| 1982 | 125    | Sanvenero | 7 | 16 | 3 | Rit | 5 | 8 | 8 | Rit | - | - | - | Rit | NE | NE | 26    | 11º  |

| 1983 | Classe | Moto |    |   |     |   |    |    |   |     |     |     |     |     |  |  | Punti | Pos. |
| ---- | ------ | ---- | -- | - | --- | - | -- | -- | - | --- | --- | --- | --- | --- |  |  | ----- | ---- |
| 1983 | 125    | MBA  | NE | - | Rit | - | 13 | 15 | 9 | Rit | Rit | Rit | Rit | Rit |  |  | 2     | 25º  |

| 1985 | Classe | Moto |    |  |  |  |  |    |  |  |    |     |    |     |  |  | Punti | Pos. |
| ---- | ------ | ---- | -- |  |  |  |  | -- |  |  | -- | --- | -- | --- |  |  | ----- | ---- |
| 1985 | 125    | MBA  | NE |  |  |  |  | NE |  |  | NP | Rit | NQ | Rit |  |  | 0     |      |

| 1986 | Classe | Moto |    |  |  |  |    |  |  |  |  |  |  |    |  |  | Punti | Pos. |
| ---- | ------ | ---- | -- |  |  |  | -- |  |  |  |  |  |  | -- |  |  | ----- | ---- |
| 1986 | 125    | MBA  | NP |  |  |  | NE |  |  |  |  |  |  | NQ |  |  | 0     |      |

| Legenda | 1º posto        | 2º posto            | 3º posto            | A punti      | Senza punti        | Grassetto – Pole position Corsivo – Giro più veloce |
| Legenda | Gara non valida | Non qual./Non part. | Ritirato/Non class. | Squalificato | '-' Dato non disp. | Grassetto – Pole position Corsivo – Giro più veloce |